# (6969) Santaro
(6969) Santaro est un astéroïde de la ceinture principale.

## Description
(6969) Santaro est un astéroïde de la ceinture principale. Il fut découvert le 4 novembre 1991 à Kiyosato par Satoru Ōtomo. Il présente une orbite caractérisée par un demi-grand axe de 2,20 UA, une excentricité de 0,03 et une inclinaison de 7,1° par rapport à l'écliptique.

## Compléments